# Барановський Сергій Вікторович
Сергій Вікторович Барановський (нар. 10 серпня 1974) — український футболіст, який грав на позиції нападника. Відомий за виступами в клубах вищої ліги «Темп» (Шепетівка), «Прикарпаття» та «Зірка».

## Футбольна кар'єра
Сергій Барановський є вихованцем житомирської ДЮСШ, а розпочав свою кар'єру гравця виступами за другу команду київського «Динамо» в першій лізі українського футболу. У 1994 році футболіст уперше зіграв у вищій лізі за шепетівський «Темп», до якого перейшов під час сезону 1994—1995 років, по закінченні якого повернувся до другої динамівської команди. З початку наступного сезону на короткий час став гравцем вищолігового «Прикарпаття» з Івано-Франківська, проте зіграв за команду лише 1 матч, і повернувся до Києва, де продовжив виступи в другій динамівській команді. З початку сезону 1996—1997 років Барановський знову грав у складі «Прикарпаття», цього разу зіграв у вищій лізі 7 матчів. Другу половину сезону футболіст провів у першоліговому клубі «Нафтовик» з Охтирки. З початку наступного сезону Сергій Барановський повернувся до виступів у вищій лізі, ставши гравцем кіровоградської «Зірки», проте з другої половини сезону виступав уже за команду другої російської ліги «Носта». З початку сезону 1999—2000 Барановський грав у складі луцької «Волині», яка грала на той час у першій українській лізі, проте виступав у команді лише близько року, за які зіграв 28 матчів у чемпіонаті, та з 9 забитими м'ячами став кращим бомбардиром команди в сезоні, та покинув клуб. У наступному сезоні футболіст грав у команді другої ліги «Сокіл» із Золочева. Наступною командою Барановського став також друголіговий «Фрунзенець-Ліга-99» із Сум. Після виступів за сумську команду Сергій Барановський удруге став гравцем охтирського «Нафтовика», паралельно грав також за його фарм-клуб «Електрон» з Ромен. Далі Барановський знову грав у складі золочівського «Сокола» вже в першій лізі, проте вже з середини 2003 року грав у аматорському клубі «Ніжин» з однойменного міста. У кінці 2003 року футболіст став гравцем команди першої ліги СК «Миколаїв», а з початку 2004 року повернувся до «Ніжина». У середині 2004 року Сергій Барановський їздив на перегляд до білоруського клубу «Славія», проте контракт не підписав, і повернувся до «Ніжина». Після цього футболіст грав у аматорських клубах «Хіммаш» із Коростеня і «Зірка» (Київ), і завершив кар'єру футболіста.